# Těšovice u Prachatic
Těšovice (deutsch Tieschowitz) ist eine Gemeinde in Tschechien. Sie liegt sechs Kilometer nördlich von Prachatice und gehört zum Okres Prachatice.

## Geographie

### Lage
Těšovice befindet sich im Vorland des Böhmerwaldes. Das Dorf liegt linksseitig über dem Tal der Blanice (Flanitzbach) gegenüber der Einmündung des Živný potok (Rohnbach). Nördlich erhebt sich der Ostrý vrch (582 m), im Osten der Kozlov (553 m), südöstlich der Čihadlo (654 m) und die Dubovice (675 m), im Südwesten die Výrovčice (708 m) sowie nordwestlich die Podlipí (615 m). Durch Těšovice führt die Staatsstraße II/141 zwischen Prachatice und Bavorov, die sich südlich des Dorfes mit der II/145 zwischen Husinec und Netolice kreuzt. Im Osten verläuft die Bahnstrecke Číčenice–Haidmühle, die einen knappen Kilometer südlich von Těšovice gelegene Bahnstation führt den Namen Husinec. Gegen Südwesten befindet sich ein großer Steinbruch.
Nachbarorte sind Budkov und Budkovský Mlýn im Norden, Žíchovec, Strunkovice nad Blanicí, Protivec und Svojnice im Nordosten, Hracholusky und Na Osuli im Osten, Vitějovice und Běleč im Südosten, Bělečská Lhota, Bělečský Mlýn, Vojtášek, Žernovice, Městská Lhotka und Ostrov im Süden, Staré Prachatice, Kahov, Oseky, Sirkovna und Výrov im Südwesten, Zářeky und Husinec im Westen sowie Chlumany und Vlachovo Březí im Nordwesten.

### Gemeindegliederung
Die Gemeinde Těšovice besteht aus den Ortsteilen Běleč (Bieltsch), Bělečská Lhota (Bieltscher Oed) und Těšovice (Tieschowitz) sowie der Einschicht Bělečský Mlýn.
Das Gemeindegebiet gliedert sich in Katastralbezirke Běleč u Těšovic und Těšovice u Prachatic.

### Nachbargemeinden
| Budkov  |                                             | Strunkovice nad Blanicí |
| Husinec | Kompassrose, die auf Nachbargemeinden zeigt | Vitějovice              |
|         | Prachatice                                  | Žernovice               |

## Geschichte
Die erste schriftliche Erwähnung des am Goldenen Steig gelegenen Dorfes Těšovice erfolgte 1356 als Besitz der Propstei Vyšehrad. Běleč wurde 1352 als Besitz des Mikuláš z Bělče erstmals erwähnt. Zu Beginn des 16. Jahrhunderts erwarben die Herren von Rosenberg Těšovice. Im 17. Jahrhundert war Těšovice an das Gut Běleč angeschlossen. 1676 erwarb Johann Franz Ritter Chlumčanský von Přestawlk das Gut Běleč. Er verkaufte es 1688 mit den Dörfern Běleč, Bělečská Lhota und Těšovice für 15.000 Gulden an Christian Johann Fürst von Eggenberg, der es mit seiner Herrschaft Wallern vereinigte. Nach dem Tode von Johann Christian I. von Eggenberg fiel die Herrschaft 1710 dessen Witwe Maria Ernestine zu Schwarzenberg zu. Als diese im Jahre 1719 verstarb, war das Haus Eggenberg im Mannesstamme erloschen, so dass schließlich ihr Neffe Adam Franz Karl Fürst zu Schwarzenberg das Eggenbergsche Erbe erhielt. Die Fürsten zu Schwarzenberg hielten danach den Besitz. Im Jahre 1840 bestand Tieschowitz/Tiessowice aus 38 Häusern mit 263 tschechischsprachigen Einwohnern. Im Dorf wurde eine herrschaftliche Flusssiederei betrieben. Unterhalb von Tieschowitz befanden sich am Flanitzbach eine Hammerschmiede, eine Mühle und Brettsäge sowie eine zur Herrschaft Winterberg gehörige Papiermühle. Pfarrort war Prachatitz. Bis zur Mitte des 19. Jahrhunderts blieb das Dorf zur Allodialherrschaft Wallern untertänig.
Nach der Aufhebung der Patrimonialherrschaften bildete Těšovice/Těschowitz ab 1850 eine Gemeinde in der Bezirkshauptmannschaft Prachatice/Prachatitz. Am 14. Oktober 1893 nahm die Lokalbahn Wodňan–Prachatitz den Eisenbahnverkehr zwischen Vodňany und Prachatice auf. Am 9. Januar 1929 kollidierte ein Personenzug mit einem auf den Gleisen abgestellten PKW; dabei wurden der Heizer schwer und neun Personen leicht verletzt. Nach dem Münchner Abkommen und der daraus resultierenden Abtrennung von großen Teilen des Bezirks Prachatitz verblieb Těšovice 1938 bei der Tschechoslowakei und wurde dem Bezirk Písek und Gerichtsbezirk Netolice zugeschlagen. Nach dem Ende des Zweiten Weltkrieges wurde der Ort wieder Teil des Okres Prachatice. 1964 erfolgte die Eingemeindung von Běleč (mit Bělečská Lhota). Im Jahre 2002 verursachte ein Hochwasser der Blanice und des Živný potok schwere Schäden. Dabei wurden drei Wohnhäuser und drei Brücken, darunter die alte dreibögige Steinbrücke über die Blanice, zerstört.

## Sehenswürdigkeiten
- Kapelle der Jungfrau Maria am Dorfplatz, erbaut 1880
- Begräbniskapelle in Běleč
- Kapelle in Bělečská Lhota, errichtet 1890
- Goldseifen an der Blanice
- Wassermühle Hanušův mlýn, südlich des Dorfes an der Blanice, das Bauwerk mit Renaissancegiebeln entstand im 17. Jahrhundert.
- Wassermühle Mauricův mlýn
- Wassermühle Bělečský mlýn
- Steinbruchsee Těšovice